# Bojan Malić
Bojan Malić (ur. 16 listopada 1988 w Osijeku) – chorwacki wioślarz.

## Osiągnięcia
- Mistrzostwa Świata Juniorów – Amsterdam 2006 – ósemka – 7  miejsce[1].
- Mistrzostwa Świata U-23 – Račice 2009 – czwórka bez sternika – 7  miejsce[1].
- Mistrzostwa Europy – Brześć 2009 – czwórka bez sternika – 10. miejsce[1].